# Löwenhügel (Waterloo)

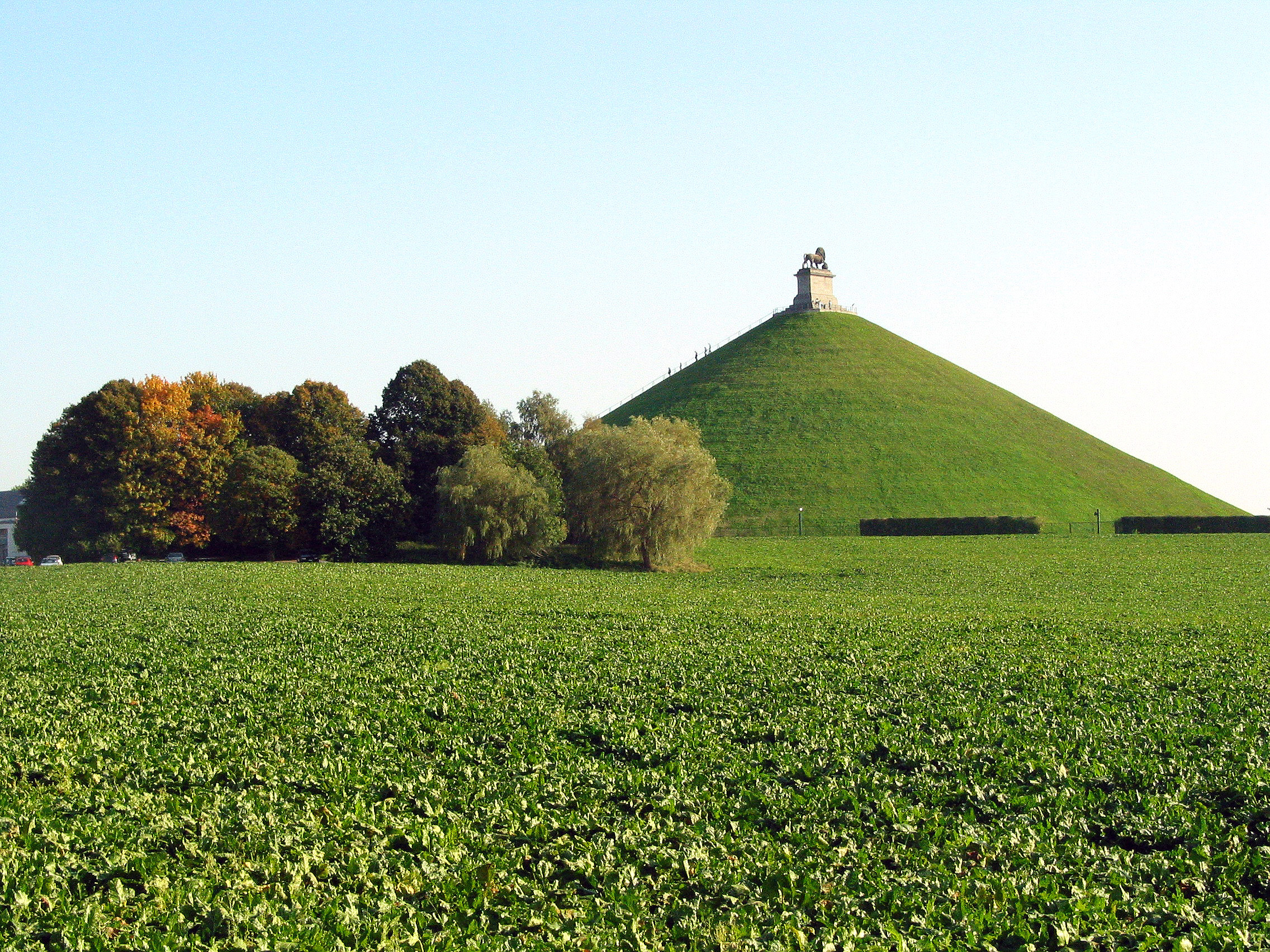
Der Löwenhügel

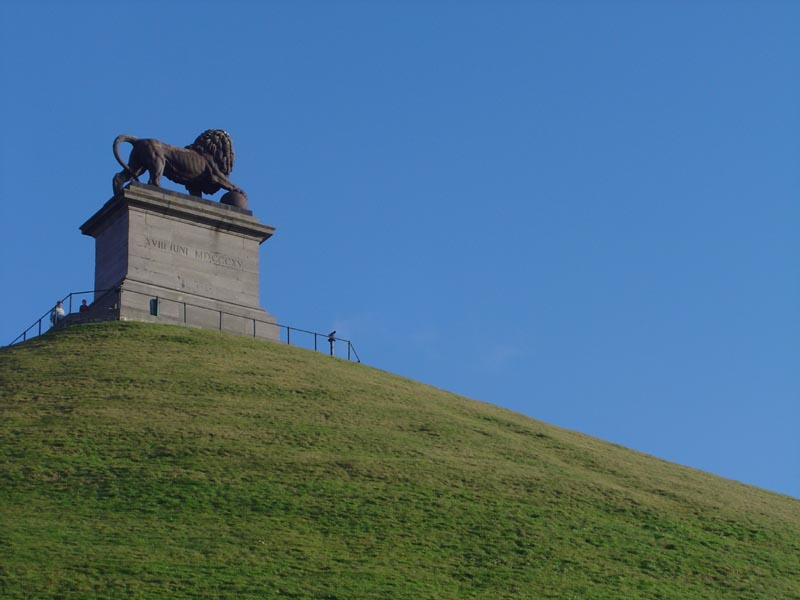
Der Löwenhügel

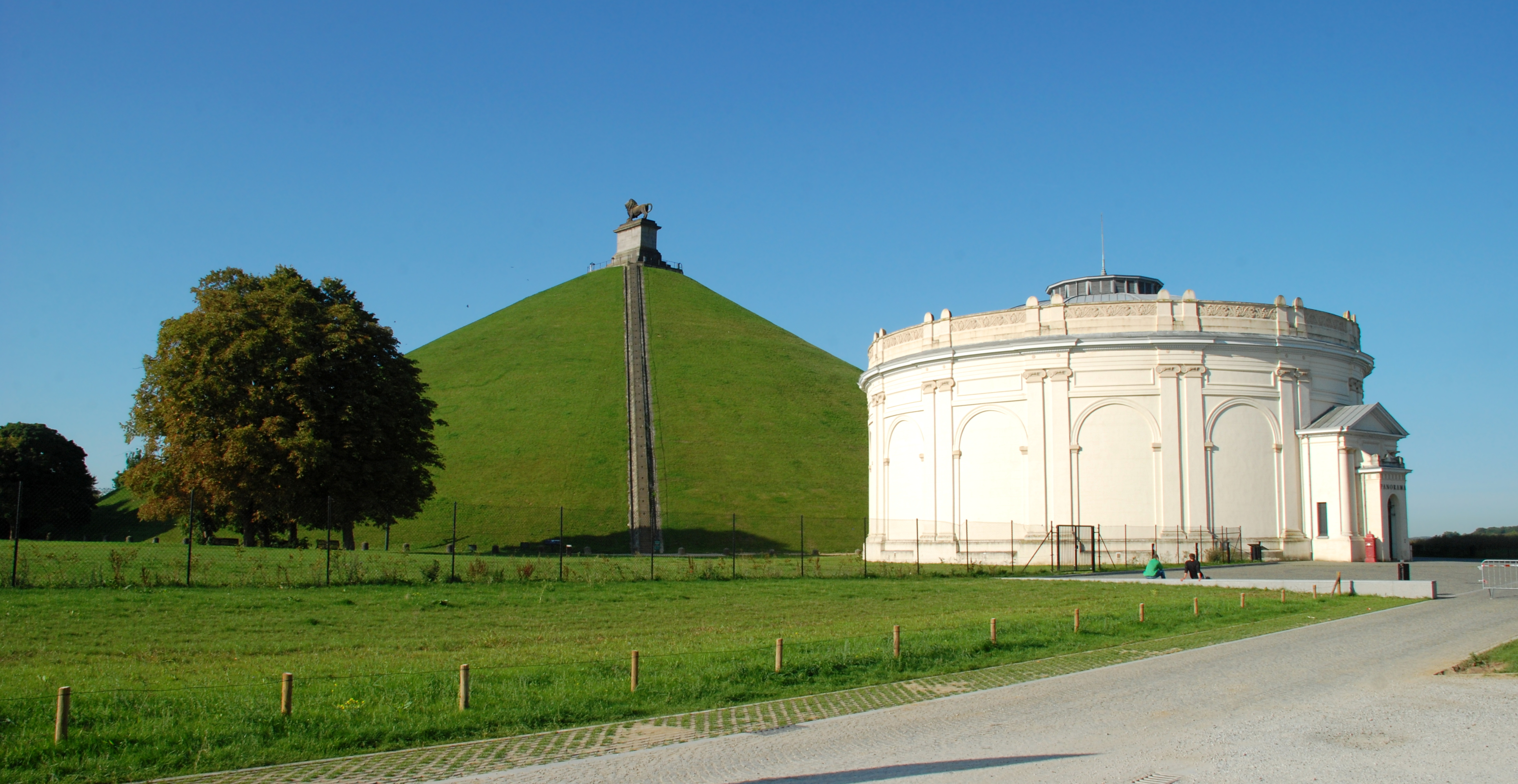
Der Löwenhügel und die Rotunde des Panoramas der Schlacht von Waterloo.

Der Löwenhügel (niederländisch Leeuwenheuvel, französisch Butte du Lion) auf dem Gebiet der belgischen Gemeinde Braine-l’Alleud ist das Hauptmonument der Schlacht bei Waterloo und markiert die vermutliche Stelle, an welcher der Prinz von Oranien (1792–1849) während der Schlacht am 18. Juni 1815 verwundet wurde.

## Beschreibung
Der niederländische König Wilhelm I. ließ dieses Denkmal 1820 zum Gedenken an den Mut seines Sohnes Wilhelm von Oranien errichten.
Der 1823 begonnene und im November 1826 vollendete Bau wurde vollständig von Arbeitern der Firma Cockerill in Lüttich durchgeführt. Insgesamt wurden 290.485 Kubikmeter Erde von den Feldern zwischen der „Haie Sainte“ und der Straße, an der Wellington seine Truppen aufgestellt hatte, zu einem 40 Meter hohen Hügel aufgeschüttet, dessen Basis einen Umfang von 520 Metern hat.
226 Stufen führen zu einer kleinen Plattform auf der Spitze, in deren Zentrum eine Löwenstatue auf einem Sockel steht. Die 4,45 Meter hohe und 4,50 Meter breite Bronzefigur wiegt 28 Tonnen und wurde ebenfalls von der Firma Cockerill angefertigt. Einer Legende nach soll sie aus den von den Franzosen auf dem Schlachtfeld zurückgelassenen Waffen gegossen worden sein (überwiegend aus Kanonen). Sie wurde auf dem Wasserweg nach Brüssel und schließlich mit Pferdewagen nach Waterloo transportiert.